# Claudia Hein
Claudia Hein (* 3. Februar 1979 in Köln) ist eine deutsche Schauspielerin und ein Model.

## Leben
Claudia Hein absolvierte eine Ausbildung als Fitnesstrainerin.
2003 wurde sie zur Miss Köln gewählt. Am 31. Januar 2004 wurde sie als Miss Nordrhein-Westfalen im Europa-Park Rust (bei Freiburg) zur Miss Germany gekrönt. Nach der Wahl zur Miss Germany machte sie auch Karriere als Model.
Vom 15. März 2003 bis zu ihrem Ausstieg 2009 spielte sie in der Daily Soap Unter uns bei RTL die Rolle von Sabine Conrad. Von August 2019 bis Februar 2020 war sie in der neuen RTL-Serie Herz über Kopf in der Rolle der Staatsanwältin Viktoria Hagen zu sehen.
Hein hatte auch Gastrollen in der Seifenoper Verbotene Liebe auf ARD und der RTL-Daily Soap Alles was zählt. Weitere Fernsehauftritte hatte sie bei SK-Babies und Fit for Fun TV auf VOX.
Claudia Hein lebt in Köln.

## Filmographie
- 2003–2009: Unter uns (Fernsehserie)
- 2015: Wächter der Spieluhr (Kurzspielfilm)
- 2019–2020: Herz über Kopf (Fernsehserie)